# Parque Nacional Alejandro de Humboldt
O Parque Nacional Alejandro de Humboldt é um parque nacional nas províncias Cubanas de Guantánamo e Holguín.  O parque tem uma área de 711.4 km², dos quais 688.9 km² são terrestres e 22.5 km² são marinhos.
Foi chamada assim depois do cientista alemão Alexander von Humboldt, que visitou a ilha em 1800 e 1801. O parque foi inscrito pela Unesco na Lista de Património Mundial em 2001.

## Fauna e Flora
O parque é considerado a zona mais úmida de Cuba, logo tem uma grande biodiversidade. 16 das 28 plantas endémicas de Cuba são protegidas por este parque, como a Dracaena cubensis ou a Podocarpus ekman. A fauna inclui várias espécies de Psittaciformes e lagartos;colibris;Solenodon cubanus;cutias e vários caracóis.